# Petar Bajalica
Petar Bajalica (Belgrado, 24 dicembre 2002) è un giocatore di football americano serbo, che gioca nel ruolo di wide receiver per i Fehérvár Enthroners.

## Palmarès
- 4 Serbian Bowl (Beograd Vukovi, 2020, 2021, 2022, 2024)